# Une virée d'enfer
Pour plus de détails, voir Fiche technique et Distribution.
Une virée d'enfer (Glory Daze) est un film américain du cinéma indépendant de 1996 réalisé par Rich Wilkes.

## Synopsis
À deux jours de la fin de ses quatre années d'étude à l'université, Jack devrait sauter de joie, sabrer le champagne à longueur de journées. Mais il est triste, il déprime à l'idée de se séparer de sa bande de copines et copains. À chacun sa vie désormais. Plus que tous les autres, Jack ne s'y résigne pas. Alors, comme pour conjurer le sort, il joue les prolongations en compagnie de ses meilleurs amis sur le départ... 

## Fiche technique
- Titre original : Glory Daze
- Titre français : Une virée d'enfer
- Réalisation : Rich Wilkes
- Scénario : Rich Wilkes
- Musique : The Vandals, NOFX, Sublime
- Production : Chris Moore (en), Aaron M. Weinberg et William Woodward
- Photographie : Christopher Taylor
- Montage : Richard Candib
- Chef décorateur : Alfred Sole
- Producteur : Michael Scott Bloom
- Pays de production :  États-Unis
- Langue : Anglais
- Genre : Comédie
- Durée : 100 minutes
- Dates de sortie :
  - 1 octobre 1995 (Festival international du film des Hamptons)
  - 27 septembre 1996

## Distribution
- Ben Affleck - Jack
- Sam Rockwell - Rob
- French Stewart - Dennis
- Alyssa Milano - Chelsea
- Megan Ward - Joanie
- Kristin Bauer - Dina
- John Rhys-Davies - Luther
- Matt Damon - Edgar Pudwhacker
- Alfred Sole - un pêcheur
- Matthew McConaughey - le type de la location de camions
- Meredith Salenger (créditée comme Meredith Salinger)